# Acetato de polivinilo

Fórmula del "Acetato de Polivinilo".

El acetato de polivinilo o PVAc, conocido comúnmente como adhesivo vinilico, cola, cola fría (en Chile), cola blanca (en España), cola plástica, pega blanca (en Venezuela) o Colbón (en Colombia), es un polímero obtenido mediante la polimerización del acetato de vinilo, descubierto por el químico alemán Fritz Klatte en 1912. Para preparar alcohol de polivinilo se usa la hidrólisis del polímero (ya sea parcial o total). Se presenta comercialmente en forma de emulsión, como adhesivo para materiales porosos, en especial la madera.
También se puede utilizar en construcciones como consolidante de paredes porosas o arenosas, para proteger el queso de los hongos y de la humedad. Se usa como base de plástico neutro para la goma de mascar, ya que es un sustituto barato de la savia gomosa natural del árbol Manilkara zapota.
Es el miembro de la familia de ésteres de vinilo más fácilmente obtenible y de más amplio uso. Es un líquido no inflamable, usado generalmente en bricolaje y encuadernación.
Como no es inflamable, corrosiva ni tóxica se usa también en manualidades y forma parte de los implementos escolares de los niños. También es muy segura, ya que no adhiere la piel a diferencia de los pegamentos a base de cianoacrilato.